# Eugène Silvain
Pour les articles homonymes, voir Silvain (homonymie) et Sylvain.
Eugène-Charles-Joseph Silvain est un acteur français, né le 17 janvier 1851 à Bourg-en-Bresse et mort le 21 août 1930 à Marseille. Il a été sociétaire de la Comédie-Française puis Doyen de la troupe de 1916 à 1928.

## Biographie
D'abord officier en 1870-1871, il quitte l'armée pour se consacrer à l'art lyrique. Il se produit à ses débuts en Algérie, puis il joue Beaumarchais à Paris. Il est alors reçu au Conservatoire d'art dramatique en 1876, puis est accepté à la Comédie-Française où il obtient des triomphes.
En 1883, il est nommé sociétaire de la Comédie-Française.
En 1895, il épouse Louise Hartman (1874-1930), tragédienne, qui fit une brillante carrière au théâtre de l'Odéon, puis à la Comédie-Française.
Le 14 juillet 1923, il inaugure à Marseille un théâtre en plein air de 4.000 places dit théâtre Silvain.

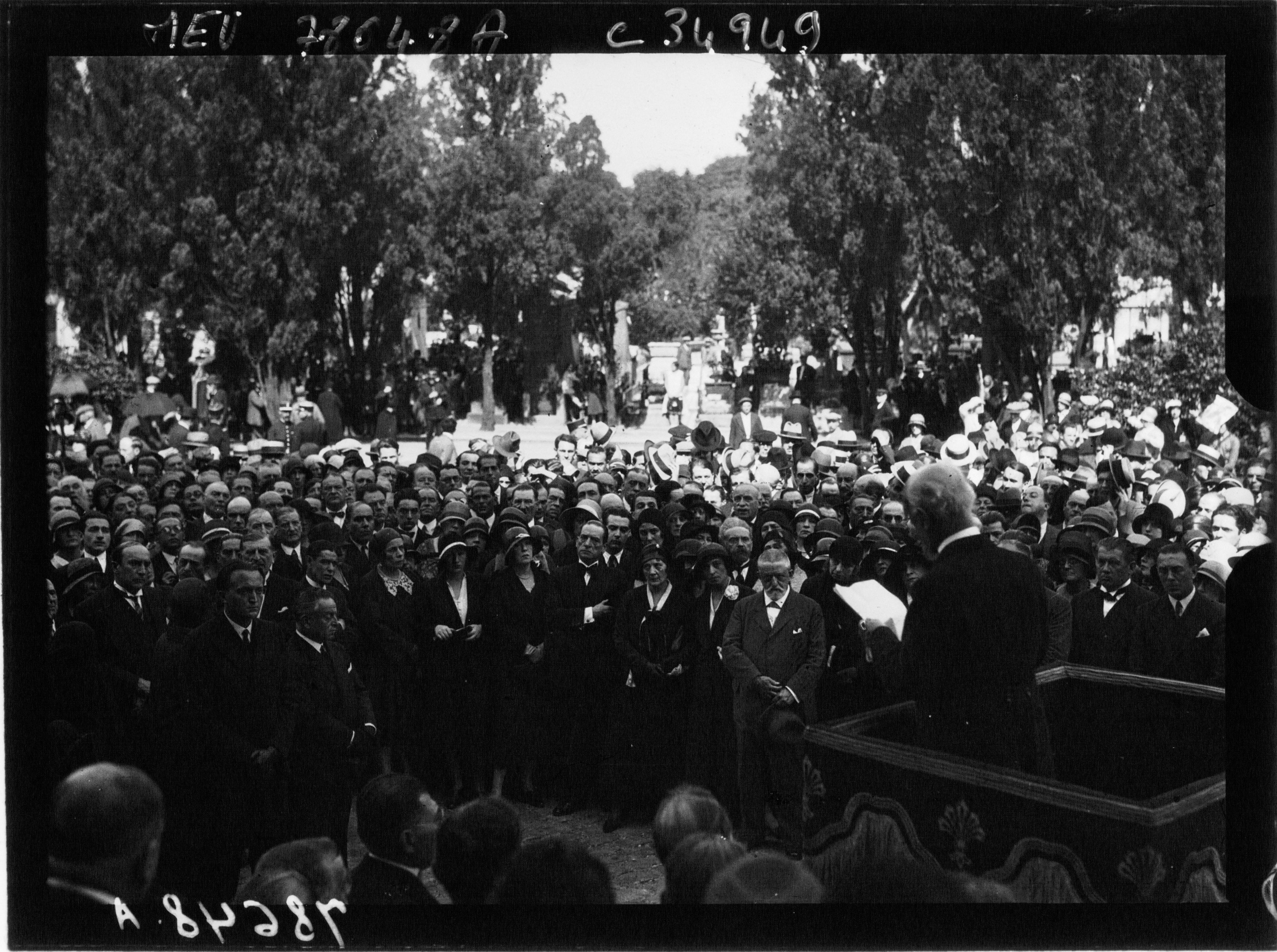
Obsèques au cimetière du Père-Lachaise.

Il meurt le 21 août 1930 à Marseille et est inhumé au cimetière du Père-Lachaise (case 4454 du columbarium). Son épouse lui survit deux mois.

### Vie privée
De son union avec Louise Silvain sont nés un fils, Jean, dramaturge, et une fille, Jeanne, qui épousera l'acteur et metteur en scène Edmond Roze.

## Théâtre

### Hors Comédie-Française
- 1876 : L'Ombre de Déjazet de Paul Delair (28 octobre), Troisième Théâtre-Français
- 1877 : L'Amour et l'Argent d'Ernest de Calonne, Troisième Théâtre-Français
- 1911 : L'Apôtre de Paul-Hyacinthe Loyson, théâtre de l'Odéon : Baudouin

### Comédie-Française
Entrée en 1878
Nommée 310e sociétaire en 1883
Doyen de 1916 à 1928
Départ en 1928
- 1878 : Phèdre de Jean Racine : Thésée
- 1878 : Britannicus de Jean Racine : Narcisse
- 1879 : L'École des maris de Molière : Ergaste
- 1880 : L'Impromptu de Versailles de Molière : Du Croisy
- 1880 : Iphigénie de Jean Racine : Ulysse
- 1881 : Andromaque de Jean Racine : Pyrrhus
- 1882 : Mithridate de Jean Racine : Mithridate
- 1885 : Le Cid de Pierre Corneille : le Roi
- 1887 : Bajazet de Jean Racine : Acomat
- 1889 : L'École des maris de Molière : Ergaste
- 1889 : Henri III et sa cour d'Alexandre Dumas : Côme Ruggieri
- 1890 : Britannicus de Jean Racine : Burrhus
- 1891 : Griselidis d'Armand Silvestre et Eugène Morand : le marquis de Saluces
- 1892 : Athalie de Jean Racine : Mathan
- 1894 : Severo Torelli de François Coppée : Gian Torelli
- 1896 : Hernani de Victor Hugo : Ruy Gomez
- 1897 : Tristan de Léonois d'Armand Silvestre : Gorlois
- 1898 : Louis XI de Casimir Delavigne : Louis XI
- 1900 : Dom Juan ou le Festin de Pierre de Molière : Dom Louis
- 1901 : L'Énigme de Paul Hervieu : Raymond de Gourgiran
- 1901 : Le Misanthrope de Molière : Alceste[3]
- 1901 : Les Burgraves de Victor Hugo : Frédéric Barberousse
- 1902 : Rome vaincue d'Alexandre Parodi : Fabius
- 1902 : Phèdre de Jean Racine : Théramène
- 1903 : Gringoire de Théodore de Banville
- 1904 : Le Père Lebonnard de Jean Aicard : Lebonnard
- 1906 : La Mort de Pompée de Pierre Corneille : Achorée
- 1906 : Le Menteur de Pierre Corneille : Géronte
- 1906 : Nicomède de Pierre Corneille, mise en scène Eugène Silvain : Prusias
- 1907 : Polyeucte de Pierre Corneille : Félix
- 1907 : Électre de Sophocle : le gouverneur
- 1909 : Les Femmes savantes de Molière : Ariste
- 1909 : La Robe rouge d'Eugène Brieux : Vagret
- 1910 : Boubouroche de Georges Courteline : Boubouroche
- 1910 : La Fleur merveilleuse de Miguel Zamacoïs : Florent
- 1915 : Le Mariage forcé de Molière : Géronimo
- 1916 : Athalie de Jean Racine : Joad
- 1918 : Esther de Jean Racine, mise en scène Émile Fabre : Mardochée
- 1920 : La Fille de Roland de Henri de Bornier : Amaury
- 1920 : Hernani de Victor Hugo : Ruy Gomez de Silva
- 1920 : La Mort de Pompée de Pierre Corneille : Achorée
- 1922 : Dom Juan ou le Festin de Pierre de Molière : Dom Louis
- 1922 : Marion de Lorme de Victor Hugo : le marquis de Nangis
- 1923 : Électre de Sophocle : le gouverneur d'Oreste
- 1924 : L'École des femmes de Molière : Chrysalde
- 1925 : Esther de Jean Racine : Mardochée

## Filmographie
- 1928 : La Passion de Jeanne d'Arc de Carl Theodor Dreyer : l'évêque Cauchon

## Citation
À propos d'un critique : « Ce monsieur qui toujours bougonne mériterait des coups de pied dans un endroit de sa personne qui le représente en entier ».[réf. nécessaire]

## Hommages
Une statue et un square portent son nom à Asnières-sur-Seine et mentionne son épouse Louise.

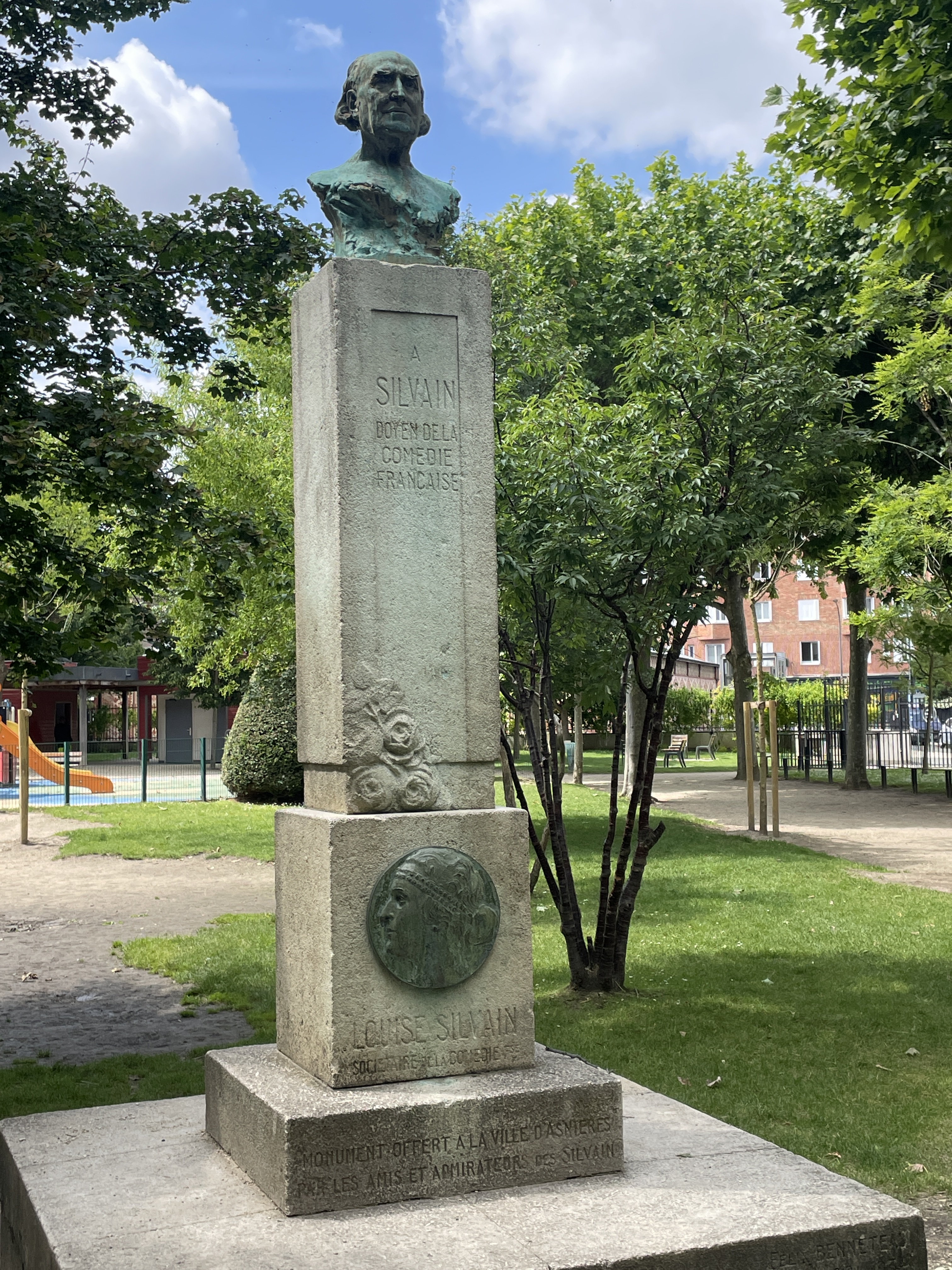
Statue d'Eugène Silvain à Asnières

Solliès-Ville a donné à une de ses places le nom d'Eugène Silvain, interprète de Le Père Lebonnard et de Forbin de Solliès, deux pièces de Jean Aicard.